# Quercus insignis
Quercus insignis är en bokväxtart som beskrevs av Martin Martens och Henri Guillaume Galeotti. Quercus insignis ingår i släktet ekar, och familjen bokväxter. Inga underarter finns listade.